# Солнечный (Бологовский район)
Солнечный — опустевший поселок в Бологовском районе Тверской области, входит в состав Березайского сельского поселения.

## География
Поселок находится в северной части Тверской области на расстоянии менее 1 км на запад от центра сельского поселения поселка Березайка.

## История
На карте 1938 года место поселка отмечено как кирпичный завод. Четко поселок отмечен уже на карте 1983 года (как населенный пункт с населением около 20 человек). Ныне представляет собой урочище.

## Население
Численность населения 5 человек (русские 100%) в 2002 году, 0 в 2010.